# كيتون يامادا
كيتون يامادا (キートン山田) وُلد باسم شونجي يامادا (山田俊司 يامادا شونجي) في 25 أكتوبر 1945 في ميكاسا، هوكايدو، وهو مؤدي أصوات ياباني. توقف عن استخدام اسمه الحقيقي شونجي يامادا واستخدم اسم كيتون يامادا في ثمانينيات القرن العشرين.

## وصلات خارجية
- كيتون يامادا  في شبكة أخبار الأنمي (بالإنجليزية)
- كيتون يامادا على موقع IMDb (الإنجليزية)
- كيتون يامادا على موقع قاعدة بيانات الفيلم (الإنجليزية)
- كيتون يامادا على موقع ANN person (الإنجليزية)

 (بالإنجليزية)